# Ester Larsen
Ester Larsen, född Thøgersen den 23 maj 1936 i Köpenhamn, död 18 januari 2025, var en dansk politiker (Venstre) som tjänstgjorde som hälsominister 1989–1993. Hon blev 1990 utsedd till kommendör av Dannebrogsorden och var kommendör av 1:a graden.

## Uppväxt och arbetsliv
Ester Larsen är dotter till agronomen Laurs Sørensen Thøgersen och sjuksköterskan Edith Laura Rasmussen. Efter folkskolan började Larsen vid Snoghøj gymnastikhøjskole 1952. Hon gick därefter på Rysensteen gymnasium på den matematisk-naturvetenskapliga linjen och tog studentexamen 1955. Larsen bestämde sig året därefter för att läsa till lärare och studerade vid Frederiksberg seminarium fram till lärarexamen 1959. Under studietiden hade hon träffat sockenprästen Kaj Jørgen Larsen, som hon gifte sig med 1958. Året därpå fick paret sitt första barn, Benedicte (1959).
Larsen fick 1959 tjänst som folkskollärare i Frederiksbergs kommun och arbetade där fram till 1963, då hon och familjen flyttade till Fyn. I samband med detta fick paret sitt andra barn, Annette (1963). Ester Larsen blev nu hemmafru, samtidigt som hon studerade danska vid Odense universitet och tog en akademisk examen (cand.phil) 1974. Under tiden hade makarna Larsen fått sitt tredje barn, Thøger (1967). Efter avslutade studier återgick Ester Larsen till arbetslivet och var fram till 1978 gymnasielärare vid Fyns studenterkursus och Sct. Knuds gymnasium i Odense. Äktenskapet med Kaj Jørgen Larsen upplöstes 1983.

## Politisk karriär
Ester Larsens politiska engagemang började relativt sent, inte förrän hon hade bott på Fyn i ett antal år. Dock hade hon i egenskap av lärare tidigare varit medlem av Mesinge skolenævn (1966-1978) och Viby skolenævn (1966-1970). Det första politiska uppdraget blev ledamotskapet av Kertemindes kommunfullmäktige, där hon satt 1974-1989. År 1978 blev hon dessutom invald till Fyns amtsråd och satt även här fram till 1989. I den senare åtog sig Larsen flera förtroendeuppdrag, däribland som ledamot i sjukhusnämnden och socialnämnden, och hon tog även plats i Venstres partistyrelse (1986-1987). Larsen har även varit ordförande, såväl lokalt (i Kerteminde-Munkebo 1984-1989) som nationellt (1988-1989), för Liberalt Oplysnings Forbund (LOF). Hon har även varit medlem av förbundets verksamhetsnämnd (1985-1989). Ideologiskt har hon på denna nivå profilerat sig som en motståndare av centralisering av sjukvården och som en förespråkare av bevaringen av landets mindre sjukhus.
1989 var året då statsminister Poul Schlüter utsåg Larsen till regeringens nya hälsominister sedan Elsebeth Kock-Petersen lämnat posten mitt under mandatperioden. Anmärkningsvärt är att Larsen blev minister trots att hon inte hade blivit invald till Folketinget. Hon beskrevs i medierna som sträng och som "Fyns svar på Margaret Thatcher".

### Hälsominister 1989-1993
Under sitt första år som minister blev Larsen oense med ämbetsmän från främst Miljöministeriet då hon föreslog att EG:s läkemedelsagentur, EMEA, skulle placeras i Köpenhamn. Enligt flera av ministeriets ämbetsmän skapade hennes förslag förvirring bland övriga EG-länder, då Danmark sedan tidigare också hade uttryckt en önskan om att få placera EG:s miljöagentur, EEA, i Köpenhamn. Danmarks regering som helhet fortfor dock att försöka få EEA till Köpenhamn och förslaget om att istället försöka få EMEA placerat i Köpenhamn lades ned.
Som minister genomförde Larsen bland annat rätten till vård på valfritt sjukhus på tvärs av amtsindelningarna utan kostnad 1992. Den kostnadsfria vården omfattade i den nya lagen även ett flertal privatsjukhus i hela Danmark, men lagen föreskrev också etablerandet av ett samarbete mellan kommunerna och amtsråden för planering och drift av sjukhussektorn. Larsen har vid ett senare tillfälle uttryckt att detta är den reform som hon är gladast över att ha satt i verket, och att hon betraktade dessa lagar som fundamentala frihetsrättigheter. En annan viktig reform var överlåtelsen av ansvaret för delar av det grönländska sjukhusväsendet till det grönländska självstyret 1991.
Under Larsens ministär debatterades om de HIV-smittade personer med blödarsjuka som smittats vid blodöverföring skulle få ekonomisk kompensation från staten. Ersättningen blev 750 000 danska kronor till var och en av de smittade. Larsen motsatte sig dock att föräldrar till HIV-smittade under 18 år fick full kontroll över pengarna, och ansåg att en ansökan skulle göras till Hälsoministeriet där det framgick vad pengarna skulle användas till för att undvika missbruk från föräldrarnas sida. Genom sitt eget ministerium lät Larsen återkalla ersättningen från fem av de HIV-smittade, eftersom den av misstag hade betalats ut till de smittades förmyndare, och myndigheterna fick förvalta pengarna på ett bankkonto som godkändes av Justitieministeriet. Larsen mötte ett stort motstånd i Folketinget för detta, speciellt från Socialdemokratiet, Socialistisk Folkeparti och Fremskridtspartiet som var beredda att anta en s.k. särlagstiftning för att låta familjerna fritt disponera pengarna. Larsen försvarade sig med att lagen inte tillät engångsutbetalningar.
Efter den borgerliga regeringens avgång 1993 återvände Ester Larsen till de förtroendeposter som hon tidigare hade på kommunal- och amtnivå. I samband med sin avgång som minister ställde hon upp som kandidat till Folketinget och blev invald 1994. Med tanke på Larsens erfarenhet inom hälsoområdet var det kanske föga överraskande att hon blev ordförande för Folketinget hälsoutskott. Ovanpå detta gifte hon om sig samma år med ingenjören Niels Erik Nielsen. Larsen satt i Folketinget fram till 2005.

## Övriga förtroendeposter
- Vice ordförande av Det Etiske Råd (2011-)
- Styrelseledamot av Odense Teater (2011-)
- Medlem av Den centrale videnskabsetiske komité (2006-)
- Styrelseledamot av Aulum-Vinding-Vind Valgmenighed
- Medlem av den borgerliga tankesmedjan CEPOS Centerråd
- Presidiemedlem av Osteoporoseforeningen
- Medlem av representantskapet för Statens Kunstfond
- Medlem av representantskapet för Det Danske Kulturinstitut
- Medlem av Stiftsrådet for Fyns Stift (2005-)
- Styrelseledamot av Kræftens Bekæmpelse (2005-)
- Ordförande av Det Centrale Handicapråd (2004-2011)
- Medlem av Kertemindes kyrkoråd (2004-)
- Styrelseledamot av Idrætshistorisk Værksted (2004-)
- Styrelseordförande av Center for Ligebehandling af Handicappede (2004-)
- Medlem av Sundhedsvæsenets patientklagenævn (2002-)
- Medlem av Nordiska rådet (2002-2005)
- Styrelseledamot av Hospice Forum (2001-2005)
- Medlem av Tilsynsrådet for Kommunernes Revisionsafdeling (1986-1989 & 1998-2002)
- Styrelseledamot av Amtsrådsforeningen (1986-1989 & 1994-2002)
- Vice ordförande av Amtsrådsforeningens hälsoutskott (1998-2002)
- Styrelseledamot av Helsefonden (1998-2002)
- Styrelseledamot av Kommunedata I/S (1994-1998)
- Medlem av Sygesikringens Forhandlingsudvalg (1986-1989)
- Styrelseledamot av Danmarks forvaltningshøjskole (1986-1989)
- Styrelseledamot av Kerteminde museum (1982-1989)
- Styrelseledamot av Dansk Sygehusinstitut